# Aeroportul Ardmore
Aeroportul Ardmore (IATA: AMZ, ICAO: NZAR) este un aeroport din Auckland⁠(d), Noua Zeelandă.
Situat la o altitudine de 34 m, aeroportul dispune de o singură pistă. Este operat de Te Mana Rererangi Tūmatanui o Aotearoa⁠(d).